# Maurizio Castellano
Pour les articles homonymes, voir Castellano.
Maurizio Castellano, né le 17 février 1971 à Vico Equense en Italie, est un joueur de volley-ball italien. Il mesure 1,93 m et joue réceptionneur-attaquant. Il totalise 10 sélections en équipe nationale d'Italie.

## Clubs
| Club           | Pays   | De        | À         |
| -------------- | ------ | --------- | --------- |
| Spolète        | Italie | 1988-1989 | 1993-1994 |
| Naples         | Italie | 1994-1995 | 1996-1997 |
| Ravenne        | Italie | 1997-1998 | 1997-1998 |
| Loreto         | Italie | 1998-1999 | 1998-1999 |
| Modène         | Italie | 1999-2000 | 1999-2000 |
| Sisley Trévise | Italie | 2000-2001 | 2001-2002 |
| Ferrare        | Italie | 2002-2003 | 2002-2003 |
| Parme          | Italie | 2003-2004 | 2003-2004 |
| Piacenza       | Italie | 2004-2005 | 2004-2005 |
| Tarante        | Italie | 2005-2006 | 2005-2006 |

## Palmarès
- En club
  - Championnat d'Italie : 2001
  - Supercoupe d'Italie : 2000, 2001

- En équipe nationale d'Italie
  - Ligue mondiale : 2000